# Sunwing Airlines
Sunwing Airlines Inc. (mã IATA = WG, mã ICAO = SWG) là hãng hàng không của Canada, trụ sở ở Toronto, Ontario. Hãng do Sunwing Vacations làm chủ và có các dịch vụ bay thuê bao trong nước cũng như tới Hoa Kỳ, México và vùng Caribbe. Sunwing hoạt động dưới tên RED SEAL VACATIONS.

## Lịch sử
Sunwing Airlines được Sunwing Travel Group thành lập năm 2005 và bắt đầu hoạt động từ tháng 11/2005, sử dụng loại máy bay Boeing 737-800.

## Các nơi đến
Canada
- Alberta
  - Calgary
  - Edmonton
- British Columbia
  - Comox
  - Vancouver
  - Victoria
- Manitoba
  - Winnipeg
- New Brunswick
  - Fredericton
  - Moncton
  - Saint John
- Newfoundland và Labrador
  - Deer Lake
  - Gander
  - St. John's
  - Stephenville
- Nova Scotia
  - Halifax
  - Sydney
- Ontario
  - Hamilton, Ontario
  - London
  - Ottawa

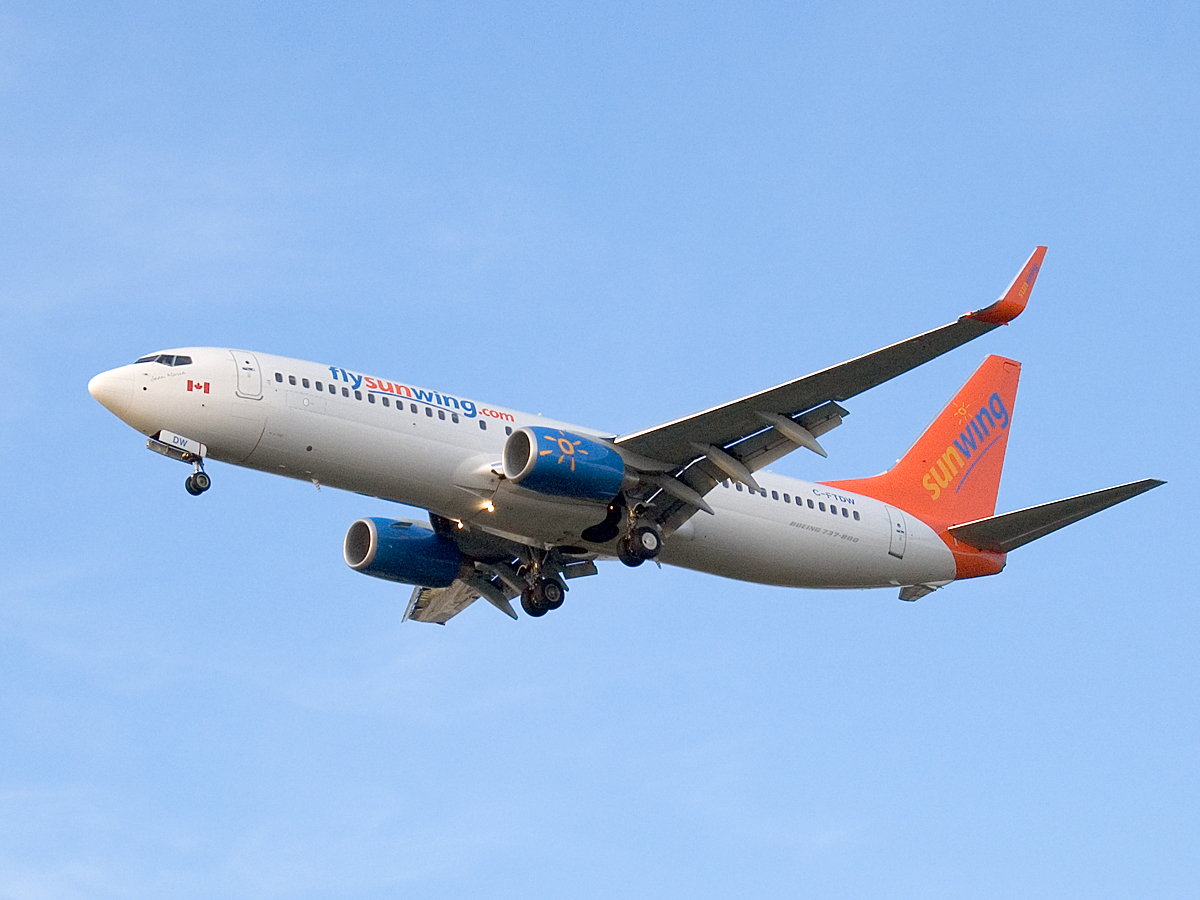
Máy bay Boeing 737-800 của Sunwing Airlines

  - Sault Ste Marie (Bắt đầu từ 19.12.2008) [1]
  - Sudbury
  - Toronto
  - Windsor
- Prince Edward Island
  - Charlottetown
- Quebec
  - Bagotville
  - Montreal
  - Thành phố Quebec
- Saskatchewan
  - Regina
  - Saskatoon

Hoa Kỳ
- California
  - Los Angeles (bắt đầu từ 15.11.2008)
- Florida
  - Fort Lauderdale
  - Fort Myers
  - Orlando
  - St. Petersburg
- Nevada
  - Las Vegas (bắt đầu từ 15.11.2008)

Quốc tế
- Barbados
  - Bridgetown
- Costa Rica
  - Liberia
- Cuba
  - Camaguey
  - Cayo Coco
  - Cienfuegos
  - Holguín
  - Manzanillo
  - Santa Clara
  - Santiago de Cuba
  - Varadero
- Cộng hòa Dominican
  - La Romana
  - Puerto Plata
  - Punta Cana
  - Samaná
  - Santo Domingo
- Jamaica
  - Montego Bay
- México
  - Acapulco
  - Cancún
  - Cozumel
  - Huatulco
  - Ixtapa-Zihuatanejo
  - Puerto Vallarta
- Panama
  - Thành phố Panama
- Saint Lucia
  - Vieux-Fort

## Đội máy bay
(Tháng 2/2008):
- 9 Boeing 737-800

Mùa đông 2008/2009, đội máy bay của Sunwing Airlines sẽ tăng lên 15 máy bay Boeing 737-800.